# Richard Quest

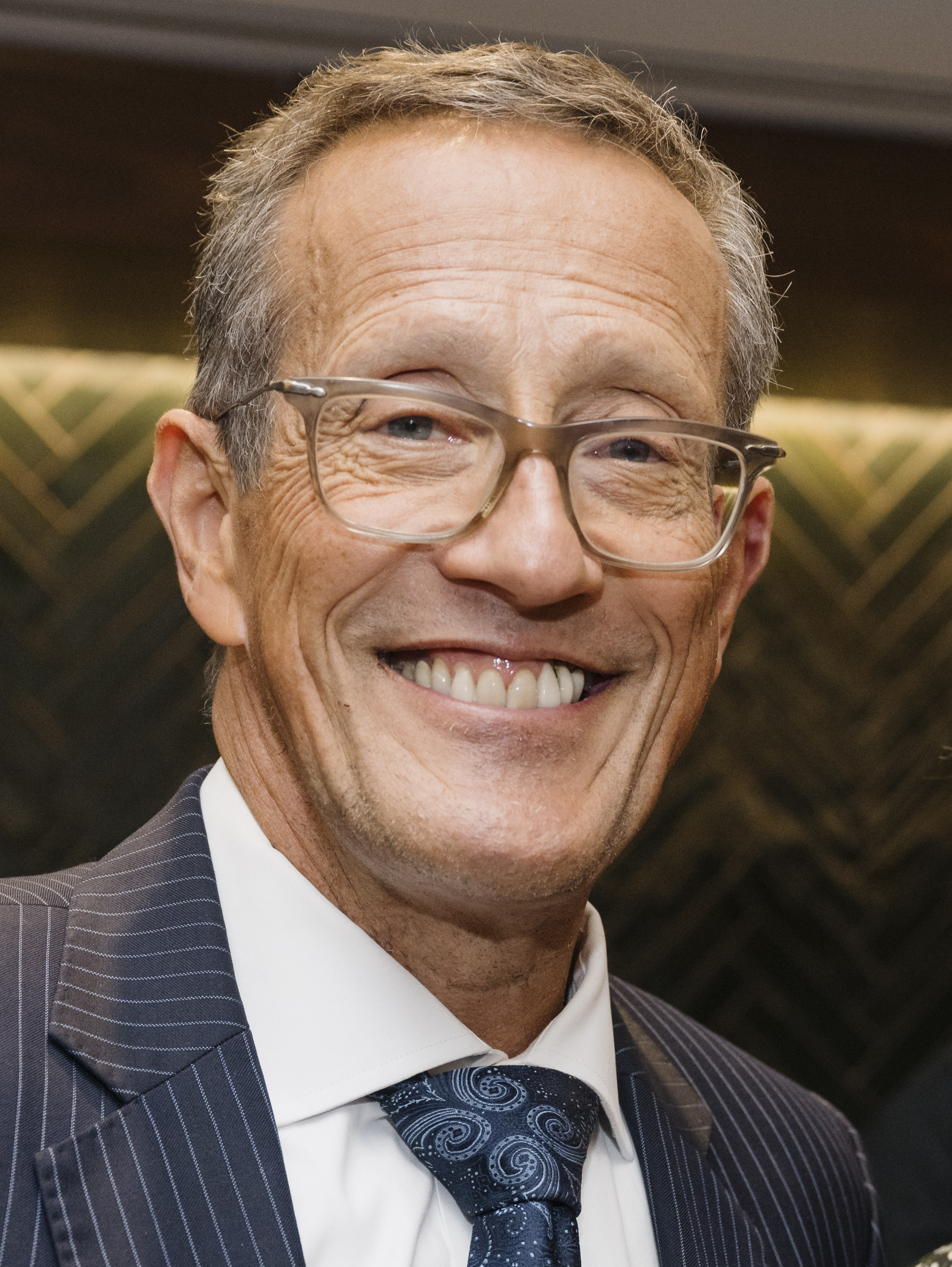
Richard Quest in 2024

Richard Quest (Liverpool, 9 maart 1962) is een Britse verslaggever en presentator die werkt voor CNN.

## Biografie
Quest studeerde rechten op de universiteit van Leeds en rondde deze studie af in 1985. Daarna begon hij zijn journalistieke carrière bij de British Broadcasting Corporation. Hij deed daar al de economische en businesssecties, iets wat hij later bij CNN doorzette. Bij CNN presenteert hij Business International, Quest, Business Traveller en Quest means Business. Quest staat bekend om zijn extraverte manier van verslaggeven.
In april 2008 werd Quest gearresteerd in New York wegens bezit van verdovende middelen. In 2019 concludeerde hij uit het feit dat zwarte dozen (na het ongeluk met de Boeing 737 Max van Ethiopian Airlines) naar Frankrijk gingen om uitgelezen te worden, dat de waarheid omtrent het ongeluk waarschijnlijk niet boven tafel zou komen. De VS, thuisland van Boeing, zouden de voorkeur verdienen.